# Liste der Biografien/Schmidt, L
Liste der Biografien |
Portal Biografien |
L Personensuche
# |
A |
B |
C |
D |
E |
F |
G |
H |
I |
J |
K |
L |
M |
N |
O |
P |
Q |
R |
S |
T |
U |
V |
W |
X |
Y |
Z |
?
 
Sa |
Sb |
Sc |
Sd |
Se |
Sf |
Sg |
Sh |
Si |
Sj |
Sk |
Sl |
Sm |
Sn |
So |
Sp |
Sq |
Sr |
Ss |
St |
Su |
Sv |
Sw |
Sy |
Sz
 
Sca–Sce |
Sch |
Sci–Scz
 
Scha |
Schc |
Schd |
Sche |
Schg |
Schi |
Schj |
Schk |
Schl |
Schm |
Schn |
Scho |
Schp |
Schr |
Schs |
Scht |
Schu |
Schv |
Schw |
Schy
 
Schma |
Schme |
Schmi |
Schmo |
Schmu |
Schmy
 
Schmic |
Schmid |
Schmie |
Schmig |
Schmik |
Schmil |
Schmin |
Schmir |
Schmis |
Schmit
 
Schmida |
Schmidb |
Schmide |
Schmidf |
Schmidg |
Schmidh |
Schmidi |
Schmidj |
Schmidk |
Schmidl |
Schmidm |
Schmidp |
Schmidr |
Schmids |
Schmidt |
Schmid, A |
Schmid, B |
Schmid, C |
Schmid, D |
Schmid, E |
Schmid, F |
Schmid, G |
Schmid, H |
Schmid, I |
Schmid, J |
Schmid, K |
Schmid, L |
Schmid, M |
Schmid, N |
Schmid, O |
Schmid, P |
Schmid, R |
Schmid, S |
Schmid, T |
Schmid, U |
Schmid, V |
Schmid, W |
Schmid, Y
 
Schmidt, A |
Schmidt, B |
Schmidt, C |
Schmidt, D |
Schmidt, E |
Schmidt, F |
Schmidt, G |
Schmidt, H |
Schmidt, I |
Schmidt, J |
Schmidt, K |
Schmidt, L |
Schmidt, M |
Schmidt, N |
Schmidt, O |
Schmidt, P |
Schmidt, R |
Schmidt, S |
Schmidt, T |
Schmidt, U |
Schmidt, V |
Schmidt, W |
Schmidt, Y |
Schmidtb |
Schmidtc |
Schmidte |
Schmidtg |
Schmidth |
Schmidti |
Schmidtk |
Schmidtl |
Schmidtm |
Schmidtn |
Schmidts
Die Liste der Biografien führt alle Personen auf, die in der deutschsprachigen Wikipedia einen Artikel haben. Dieses ist eine Teilliste mit 40 Einträgen von Personen, deren Namen mit den Buchstaben „Schmidt, L“ beginnt.

## Schmidt, L

### Schmidt, La
- Schmidt, Lara (* 1999), deutsche Synchronsprecherin
- Schmidt, Lara (* 1999), deutsche Tennisspielerin
- Schmidt, Lara (* 2000), deutsche Fußballspielerin
- Schmidt, Lars (* 1965), deutscher Fußballspieler
- Schmidt, Lars Peter (1967–2017), deutscher Leiter der Konrad-Adenauer-Stiftung in Moskau
- Schmidt, Lauritz (1897–1970), norwegischer Segler

### Schmidt, Le
- Schmidt, Leni (1906–1985), deutsche Sprinterin
- Schmidt, Leo (* 1953), deutscher Denkmalpfleger, Kunst- und Architekturhistoriker
- Schmidt, Leonhard (1892–1978), deutscher Kunstmaler
- Schmidt, Leopold (1824–1892), deutscher klassischer Philologe
- Schmidt, Leopold (1860–1927), deutscher Musikhistoriker
- Schmidt, Leopold (1884–1935), österreichischer Geistlicher und Abt von Zwettl
- Schmidt, Leopold (1912–1981), österreichischer Volkskundler, Kulturwissenschaftler und Erzählforscher
- Schmidt, Lesch (* 1957), deutscher Komponist

### Schmidt, Li
- Schmidt, Lilith (* 2006), deutsche Fußballspielerin
- Schmidt, Lilly (* 1996), deutsche Volleyballspielerin
- Schmidt, Lisa Marei (* 1978), deutsche Kunsthistorikerin, Kuratorin und Museumsdirektorin
- Schmidt, Liselotte (1924–2020), österreichische Sängerin, Schauspielerin und Hörspielsprecherin
- Schmidt, Lissy (1959–1994), deutsche Journalistin

### Schmidt, Lo
- Schmidt, Loki (1919–2010), deutsche Stifterin und Naturschützerin, Ehefrau von Helmut SchmidtLoki Schmidt (1919–2010)

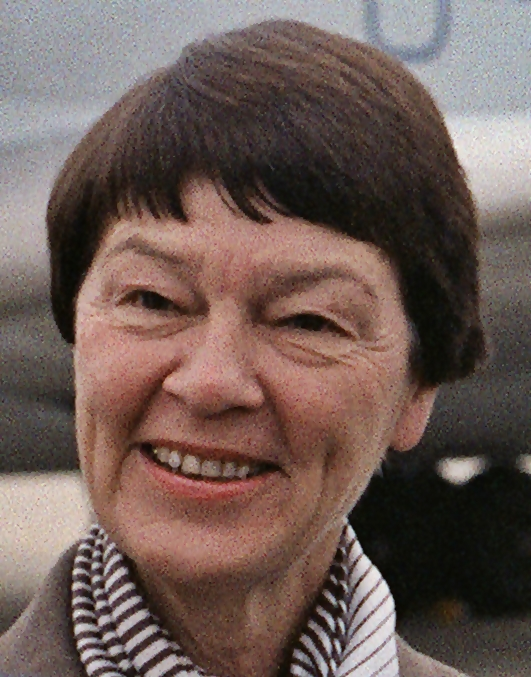
Loki Schmidt (1919–2010)

- Schmidt, Lorenz (1702–1749), deutscher Theologe
- Schmidt, Lorenz-Peter (* 1949), deutscher Hochfrequenztechniker und Hochschullehrer
- Schmidt, Lothar (1921–2020), deutscher Mediziner
- Schmidt, Lothar (1922–2015), deutscher Politikwissenschaftler, Jurist und Hochschullehrer
- Schmidt, Lothar (1949–2020), deutscher Offizier und ehemaliger Brigadegeneral der Bundeswehr
- Schmidt, Lothar (* 1960), deutscher Musikwissenschaftler
- Schmidt, Lothar R. (1936–2020), deutscher Psychologe
- Schmidt, Louise (1855–1924), deutsche Malerin, Zeichnerin und Grafikerin

### Schmidt, Lu
- Schmidt, Ludwig (1753–1828), deutscher Kupferstecher
- Schmidt, Ludwig (1862–1944), deutscher Historiker und Bibliothekar
- Schmidt, Ludwig (1868–1945), deutscher Landwirt und Mitglied des Provinziallandtages der Provinz Hessen-Nassau
- Schmidt, Ludwig (1891–1941), deutscher Rassenhygieniker, Mediziner und Hochschullehrer
- Schmidt, Ludwig (1928–2011), deutscher Steuerrechtler und Richter am Bundesfinanzhof
- Schmidt, Ludwig (* 1940), deutscher evangelischer Alttestamentler
- Schmidt, Ludwig Friedrich von (1764–1857), deutscher evangelischer Theologe
- Schmidt, Luise (* 1955), deutsche Schriftstellerin
- Schmidt, Lukas (* 1988), deutscher Badmintonspieler
- Schmidt, Lukas (* 1998), deutscher Schauspieler
- Schmidt, Lukas David (* 1996), deutscher Schauspieler, Sprecher und Theatermusiker
- Schmidt, Lutz (1962–1987), deutsches Todesopfer der Berliner Mauer